# Alexander Arkadjewitsch Tutschkin
Alexander Arkadjewitsch Tutschkin (russisch Александр Аркадьевич Тучкин, belarussisch Аляксанд(а)р Тучкін, Aljaksand(a)r Tutschkin; * 15. Juli 1964 in Lwiw) ist ein ehemaliger russisch-belarussischer Handballspieler.
Der 2,03 m große Tutschkin wurde während seiner aktiven Zeit im rechten Rückraum eingesetzt.

## Sportliche Karriere

### Verein
Tutschkin begann erst mit 17 Jahren mit dem Handballspiel und wurde von Spartak Mironowitsch, dem langjährigen Trainer des Spitzenklubs SKA Minsk, entdeckt. Mit 20 Jahren gab er sein Debüt im Profiteam von SKA. Hier gewann er 1987, 1989 und 1990 den Europapokal der Landesmeister sowie zwischendurch 1988 den Europapokal der Pokalsieger. 1990 nutzte er den Fall des Eisernen Vorhangs, um in die deutsche Handball-Bundesliga, nämlich zum TUSEM Essen, zu wechseln. Mit den Männern von der Margarethenhöhe wurde er 1991 und 1992 deutscher Pokalsieger und gewann 1994 den europäischen City-Cup. 1998 zog er weiter zu GWD Minden, wo nach einem schweren Autounfall unter Alkoholeinfluss im September 1999 sein Vertrag nicht mehr verlängert wurde. Seine Leistungskraft konnte er nach dem Bruch des Halswirbelknochens nicht voll wiedererlangen. Es folgten Jahre der Wanderschaft: im Juli 2000 wechselte er zum damaligen Aufsteiger Eintracht Hildesheim und im Dezember zum spanischen Club CB Cantabria Santander. 2002 wechselte er weiter zu AC Filippos Verias nach Griechenland, wo er 2003 die Meisterschaft erringen konnte und das Finale des EHF Challenge Cup erreichte. 2004 kehrte er nach Deutschland zurück, um beim damaligen Regionalligisten TSV Hannover-Burgdorf mit dem Aufstieg in die 2. Liga seine Karriere ausklingen zu lassen. Im Frühjahr 2006 ließ er sich zu einem kurzen Comeback beim Wilhelmshavener HV überreden, wurde dort aber kaum eingesetzt.

### Nationalmannschaft
Nachdem Tutschkin 1985 mit der sowjetischen Jugendnationalmannschaft Weltmeister wurde, debütierte er im Folgejahr in der sowjetischen Männernationalmannschaft, mit der er bei den Olympischen Spielen 1988 in Seoul die Goldmedaille erringen konnte. Zwei Jahre später mussten sie sich überraschend bei der Weltmeisterschaft 1990 im Finale Schweden geschlagen geben. Dabei wurde Tutschkin mit 55 Treffern gemeinsam mit Julián Duranona Torschützenkönig des Turniers. Aufgrund einer Verletzung konnte er bei den Olympischen Spielen 1992 in Barcelona nicht für das später siegreiche Vereinte Team (EUN) der ehemaligen Sowjetrepubliken antreten.
Anschließend entschied er sich, für die Belarussische Nationalmannschaft aufzulaufen. Er bestritt allerdings bereits in der Vorrunde der Weltmeisterschaft 1995 sein letztes von nur 10 Länderspielen für Belarus.
Auf Bitten seines langjährigen Freundes Andrei Lawrow spielte er ab 1998 für die Russische Nationalmannschaft, mit der er bei der Weltmeisterschaft 1999 und der Europameisterschaft 2000 jeweils im Finale erneut Schweden unterlag. Bei den folgenden Olympischen Spielen in Sydney gelang ihm die Revanche und er wurde zum zweiten Mal Olympiasieger. Im Alter von 40 Jahren gewann er 2004 in Athen noch einmal Bronze.

## Politische Karriere
Tutschkin ist heute im russischen Sportministerium tätig, wo er gemeinsam mit seinem früheren Weggefährten Andrei Lawrow versucht, den Handballsport in Russland populärer zu machen.

## Erfolge
- Sowjetischer Meister: 1984, 1985, 1986, 1988, 1989
- Deutscher Pokalsieger: 1991, 1992
- Griechischer Meister: 2003
- Griechischer Pokalsieger: 2003
- Europapokalsieger der Landesmeister: 1987, 1989, 1990
- Europapokalsieger der Pokalsieger: 1988
- Euro-City-Cup: 1994